# Aphanistes eupterotes
Aphanistes eupterotes là một loài tò vò trong họ Ichneumonidae.